# Карели (Моршанский район)
Карели — село в Моршанском районе Тамбовской области России. 
Административный центр и единственный населённый пункт Карельского сельсовета.

## География
Расположено у реки Цна, в 6 км к северу от центра города Моршанск, и в 89 км к северу от центра Тамбова.
На юге примыкает к селу Устье.

## Население
| 2002  | 2010  | 2012  | 2013  | 2014  | 2015  | 2016  |
| ----- | ----- | ----- | ----- | ----- | ----- | ----- |
| 1498  | ↗1561 | ↘1542 | ↘1509 | ↘1469 | ↘1440 | ↘1427 |
| 2017  | 2018  | 2019  | 2020  | 2021  |       |       |
| ↘1394 | ↗1396 | ↘1361 | ↘1359 | ↗1419 |       |       |

Согласно результатам переписи 2002 года, в национальной структуре населения русские составляли 98 % от жителей.